# Chemioterapia
La chemioterapia (dall'inglese chemo-, tratto da chemical, "chimico" e dal greco θεραπεία, therapèia, "terapia") è la branca della farmacologia che sviluppa a fini terapeutici dei farmaci con capacità di distruzione quanto più mirata e selettiva possibile di manifestazioni biologiche patologiche. In base alla loro natura, si distinguono:
- chemioterapia antimicrobica, o anti-infettiva, che ha il bersaglio nei microrganismi patogeni e nelle cellule da essi infettate; i suoi prodotti (chemioterapici) sono detti antibiotici, antivirali, antimicotici etc.
- chemioterapia antineoplastica (nel linguaggio comune, chemioterapia per antonomasia), colpisce le cellule neoplastiche con farmaci noti come antitumorali.

Il termine "chemioterapia" è stato coniato all'inizio del XX secolo per descrivere l'uso di sostanze sintetiche allo scopo di distruggere gli agenti eziologici delle malattie infettive. Nel corso degli anni, la diffusione delle patologie tumorali fino a livelli endemici ha determinato un'estensione della definizione originaria, a comprendere tra gli "organismi invasori" anche le cellule che sono andate incontro a degenerazione tumorale; nel linguaggio comune, la parola "chemioterapia" indica, erroneamente, solo questo campo di applicazione. In realtà, per gli esperti, con farmaci chemioterapici si intendono prima di tutto gli antibiotici, antivirali, antiprotozooari, antimicotici ed altri ancora (chemioterapici antimicrobici).
Nelle pubblicazioni internazionali, i termini chemioterapico (antimicrobico di sintesi o semisintesi) e antibiotico (antimicrobico di origine naturale) vengono utilizzati indifferentemente per riferirsi a sostanze sintetiche, semisintetiche o naturali dotate di attività antimicrobica.

## Chemioterapia antimicrobica
In ambito microbiologico si definiscono chemioterapici quei farmaci antimicrobici di derivazione sintetica, in contrapposizione agli antibiotici propriamente detti, che invece sono di origine naturale. I disinfettanti sono in genere troppo tossici per poter essere utilizzati in vivo, se non per piccole applicazioni locali cutanee. Una caratteristica fondamentale di un chemioterapico è quindi la tossicità selettiva, cioè la capacità di colpire il microrganismo patogeno senza danneggiare significativamente l'ospite. I farmaci sintetici con questa proprietà sono di tre tipi: gli analoghi dei fattori di crescita, i chinoloni e i nitroeterociclici. Dato che la maggior parte questi farmaci agiscono bloccando specifiche vie metaboliche (a differenza dei disinfettanti che agiscono denaturando alcune componenti cellulari) sono di norma in grado di agire solo su batteri in attiva replicazione.

### Analoghi di fattori di crescita

Sulfanilammide

Gli analoghi di fattori di crescita sono inibitori competitivi che impediscono ai microorganismi di utilizzare alcune sostanze a loro indispensabili per la crescita e la replicazione, impedendo così di fatto la sopravvivenza della popolazione batterica. I farmaci di questo tipo più noti sono i sulfamidici, scoperti negli anni trenta, che sfruttano la capacità della sulfanilamide di replicare la struttura dell'acido p-amminobenzoico. Oltre ai sulfamidici sono noti diversi analoghi di fattori di crescita, come l'isoniazide, che agisce interferendo nella sintesi dell'acido micolico in Mycobacterium tuberculosis, gli analoghi delle basi azotate come il fluorouracile (analogo dell'uracile) o il bromouracile (analogo della timina), o gli analoghi di amminoacidi come la fluorofenilalanina (analogo della fenilalanina).

### Chinoloni

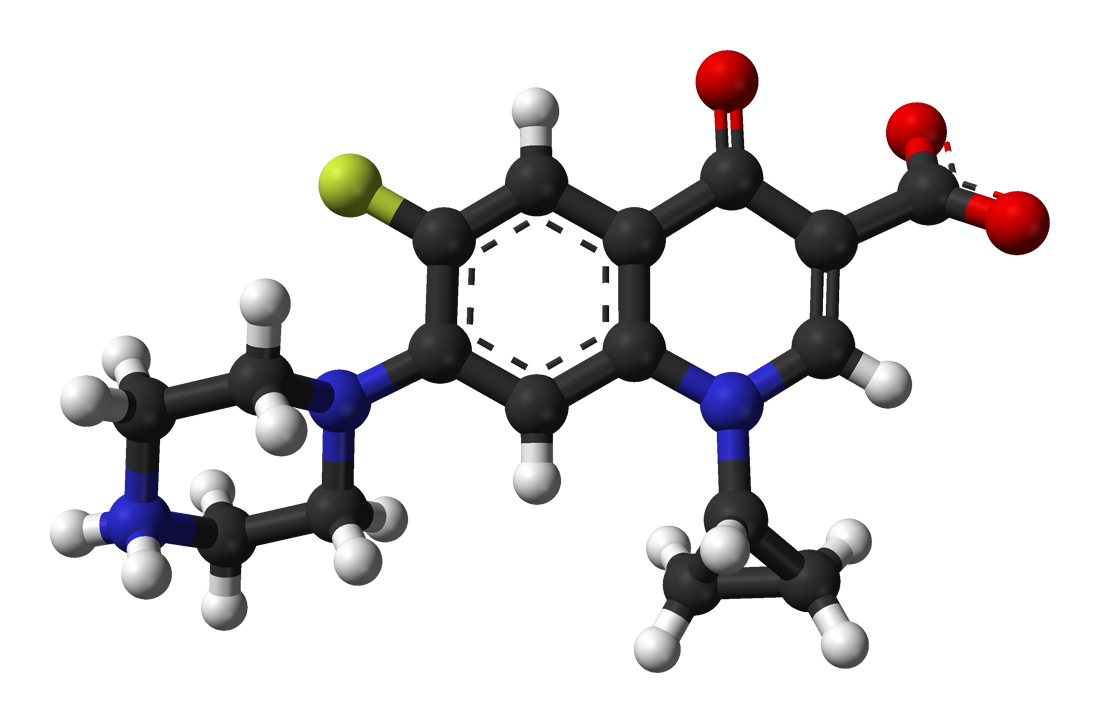
Ciprofloxacina

I chinoloni sono una classe di farmaci che agisce inibendo l'attività della DNA girasi batterica, impedendo così il superavvolgimento del DNA batterico. Sono basati sull'acido nalidixico. I più noti chemioterapici di questo tipo sono la norfloxacina e la ciprofloxacina. Poiché la DNA girasi è presente in tutti i batteri, i chinoloni hanno uno spettro d'azione molto ampio.

### Nitroeterociclici
I nitroeterociclici sono una classe di composti chimici caratterizzati da un nitrogruppo primario legato ad un anello eterociclico, che agiscono interferendo con la sintesi del DNA batterico e provocando la degradazione del DNA preesistente. Fanno parte di questa classi i nitrofurani (fra cui la nitrofurantoina, utilizzata nelle infezioni urinarie) e i nitroimidazoli (fra cui il metronidazolo, utilizzato contro i batteri anaerobi).

## Chemioterapia antitumorale
Requisito fondamentale per un farmaco chemioterapico è dunque la selettività di bersaglio, che lo porta all'eliminazione delle cellule neoplastiche preservando la salute di quelle sane. Si tratta in ogni caso di un requisito del tutto ideale, dal momento che non esistono chemioterapici in grado di agire in modo esclusivo sulla massa tumorale, e di non presentare effetti collaterali su altri tessuti dell'organismo.
È proprio la scarsa specificità di tessuto ad essere responsabile degli effetti collaterali. I chemioterapici, infatti, agiscono in genere su tessuti ad alta proliferazione, come i tumori. Ma è proprio tale genericità ad essere responsabile di effetti collaterali che, dal punto di vista clinico, assumono un'importanza notevolissima. Tali effetti collaterali infatti si presentano a carico dei tessuti dell'organismo a più alto tasso replicativo, come ad esempio quello ematopoietico, le mucose delle vie gastrointestinali ed i follicoli piliferi. Tali tessuti sono solitamente in grado di ritornare alla normalità al termine della terapia. In alcuni casi però, come in presenza di tumori caratterizzati da crescita più lenta di quella di tali tessuti, il recupero è molto più difficile.

## Chemioterapici antitumorali

### Storia
La chemioterapia, per come è intesa oggi, nasce per un fortuito caso quando negli anni sessanta Barnett Rosenberg, nel laboratorio di biofisica della Michigan State University, notando la somiglianza delle linee di forza dei campi elettrici e i fusi mitotici (catene di microtubuli che vanno dai centrioli posti ai poli fino ai cromosomi posti all'equatore di una cellula durante l'anafase della mitosi) si mise a studiare l'interferenza dei suddetti campi elettrici nella riproduzione dei batteri. Egli notò come questi non riuscivano a riprodursi in questo ambiente, perché era per loro impossibile separarsi. 

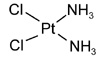
Il cisplatino

Alla fine Rosenberg scoprì che non era la presenza del campo elettrico ad impedire la divisione di batteri, bensì quella dell'isomero cis-[PtCl2(NH3)2]. 
Egli ebbe l'intuizione di provare a vedere gli effetti di questo isomero sulle cellule tumorali, che presentavano lo stesso tipo di crescita, e ne scoprì l'efficacia anti-tumorale provando ad usarlo su di un topo, che dopo pochi giorni guarì completamente. Il farmaco al platino passò alla fase 1, ma a causa dei suoi ingenti effetti tossici rischiò quasi di non essere mai usato, se non fosse stato per due medici americani, che lo provarono su tredici pazienti affetti da cancro ai testicoli.
La sorprendente ripresa di questi pazienti diede il via libera al largo impiego di questo farmaco nella cura della leucemia.

#### Modalità di azione del cis-platino
Non si conosce ancora l'esatta modalità con cui l'isomero cis-platino impedisca la riproduzione e provochi il decesso delle cellule. Quello che è sicuro, però, è che non ci sono molti altri isomeri che hanno la stessa azione. Prima di tutto, il cis-platino non si dissocia all'esterno della membrana cellulare grazie all'elevata concentrazione di ioni Cl; una volta all'interno della cellula invece, venendo a mancare la presenza di queste particelle, si dissocia, e così facendo si lega a dei siti del DNA modificandolo, e in questo modo viene inibita la crescita della cellula. A quanto pare i due legami del Cloro rimasti liberi vanno a legarsi a due guanine o ad una guanina ed una adenina. Questo legame crea una distorsione nel DNA, un'inclinazione che a quanto pare basta a inibirne la funzionalità, forse perché così facendo blocca la proteina adibita alla duplicazione che si "incastra" in quella irregolarità della doppia elica, oppure la proteina si lega a quel punto rendendo impossibile la traduzione, e così viene sottratta al suo compito, ma sono solo ipotesi.
Altra ipotesi verosimile è che il cisplatino stesso impedisca alla cellula di attuare i normali meccanismi di riparazione del DNA che interverrebbero per rimediare ad un danno su filamento.

### Meccanismi d'azione
I farmaci chemioterapici si possono distinguere in 3 classi a seconda del loro meccanismo d'azione.
- Classe 1. NON SPECIFICI. Colpiscono tutte le cellule sia che esse si trovino in ciclo che in fase G0. Tra di essi troviamo: Antibiotici antitumorali e Radiazioni.
- Classe 2. FASE SPECIFICI. Bloccano la cellula in una fase particolare del suo ciclo cellulare. Essi sono Antimetaboliti, Alcalodi della Vinca ed Epipodofillotossine.
- Classe 3. CICLO SPECIFICI. Aggrediscono la cellula in qualsiasi fase attiva del ciclo cellulare, mentre non agiscono quando questa si trova in riposo, cioè in fase G0. Essi sono: Alchilanti, Nitrosuree, Dialchitriazeni, Bleomicina, Composti del platino.

### Effetti collaterali
Si possono suddividere in:
- immediati: sindrome da lisi tumorale, nausea e vomito, febbre, rash cutanei, reazioni locali in caso di stravaso, flebiti, diarrea, disturbi del ritmo cardiaco, danno renale, reazioni anafilattiche.
- a medio termine (o ritardati): mielotossicità (neutropenia, piastrinopenia e anemia), mucosite, alopecia e perdita dei capelli[l'alopecia sembra comprendere la perdita dei capelli], tossicità d'organo, neuropatie periferiche, danno miocardico (cardiomiopatia dilatativa), danno renale ed epatico, cistite, danno polmonare, ototossicità, coagulopatie.
- a lungo termine: cardiotossicità, fibrosi polmonare, sterilità, seconde neoplasie.

#### Effetti tossici indesiderati del cis-platino
L'isomero cis-platino non è in grado di distinguere le cellule cancerose dalle sane e colpisce indiscriminatamente tutte le cellule che incontra. Ha quindi un effetto tossico non insignificante.
L'efficacia del cisplatino e di altri trattamenti chemioterapici risulta amplificata anche dall'associazione con trattamenti di ipertermia oncologica.
Nell'aprile del 2007 un gruppo di ricercatori della Southwestern University di Dallas ha pubblicato uno studio secondo il quale disattivando 87 geni umani l'efficacia della chemioterapia aumentava in misura notevole. Se la ricerca dovesse dimostrarsi vera anche in vivo si potrebbero ridurre in maniera sostanziale gli effetti indesiderati della chemioterapia mantenendo nel contempo l'effetto curativo.
Nel secondo decennio del XXI secolo, i ricercatori si sono orientati anche nella sperimentazione di metalli antitumorali alternativi al platino, tra cui il palladio.